# Wangiwangiglasögonfågel
Wangiwangiglasögonfågel (Zosterops paruhbesar) är en fågelart i familjen glasögonfåglar inom ordningen tättingar.

## Utseende och läte
Wangiwangiglasögonfågel är en relativt stor och gänglig glasögonfågel med slående orangegul näbb, vilket skiljer den från wakatobiglasögonfågeln, den enda andra glasögonfågeln i dess utbredningsområde. Vidare har den ljust på buk och bröst som kontrasterar mot mattgul ovansida och gul strupe. Bland lätena hörs tydliga nasala serier och stammande "tew-tew-tew", mer sällan en behaglig melodi som är långsammare, mörkare och mindre varierad än sången hos wakatobiglasögonfågeln.

## Utbredning och systematik
Wangiwangiglasögonfågel förekommer enbart på ön Wangiwangi i ögruppen Wakatobiöarna sydöst om sydöstra Sulawesi. Den beskrevs som ny art för vetenskapen 2022.

## Status
Arten förekommer endast på en mycket liten ö och beståndet är därför litet, uppskattat till endast mellan 500 och 1000 vuxna individer. Olaglig fångst för burfågelindustrin verkar ha påverkat beståndet negativt. Habitatförlust förekommer också i dess utbredningsområde, på grund av skogsavverkningar och turismens expandering. Internationella naturvårdsunionen IUCN kategoriserar den som starkt hotad (EN).